# Hydra (gènere)
Hydra és un gènere d'hidrozous de la família Hydridae propis de les aigües dolces. Fan uns pocs mil·límetres i són depredadors que capturen petites preses amb els seus tentacles carregats de cèl·lules urticants. Tenen un sorprenent poder de regeneració i es reprodueixen tant asexualment com sexualment, i són hermafrodites.

## Morfologia
Com tots els cnidaris posseeix simetria radial i consta de sols dues capes de cèl·lules separades per una mesoglea gelatinosa; la capa externa és l'ectodermis i la capa interna es diu gastroderma. En general, les hidres tenen uns pocs mil·límetres de longitud, d'1 mm a 20 mm quan estan totalment esteses. Tenen el cos tubular acabat per un simple peu adhesiu anomenat disc basal. Les cèl·lules glandulars basals en el disc segreguen un líquid enganxifós que és el que li confereix les propietats adhesives. En l'extrem lliure del cos està situada l'obertura bucal envoltada per un a dotze prims tentacles mòbils.
Cada tentacle està revestit amb unes cèl·lules urticants molt especialitzades anomenades cnidòcits. Els cnidòcits contenen estructures especialitzades anomenades nematòcists, que semblen bombetes amb un fil enrotllat dins. En l'estreta vora exterior del cnidòcit se situa un disparador en forma de pèl curt. Una vegada en contacte amb les preses, el contingut de l'explosiu nematocist és abocat disparant un dard juntament amb el fil intern que injecta neurotoxines. Per als humans, aquestes neurotoxines solament signifiquen una molèstia en el pitjor dels casos; no obstant això, per a algunes altres espècies, poden ser paralitzants.
El sistema nerviós de l'hidra és una xarxa de nervis, que és estructuralment simple en comparació amb sistema nerviós dels mamífers. L'hidra no té un cervell recognoscible.
Alguns biòlegs del segle xix van concloure que l'hidra és un animal tan simple que és possible forçar-ho a través d'una gasa per dividir-ho en cel·les individuals; després, si les cèl·lules són deixades per si mateixes, es reagrupen i tornen a formar una hidra.

## Història natural
Es poden trobar en la majoria dels estanys d'aigua fresca, llacs i rierols en regions temperades i tropicals. Poden ser recol·lectades per l'escombratge d'una xarxa en àrees cobertes de mala herba. En general, les hidres fan pocs mil·límetres de longitud. La sorprenent capacitat regenerativa de les hidres ha interessat els naturalistes des del segle xvi. Aquesta facultat és tal que fa creure que l'hidra és una animal que no envelleix.
Les hidres s'alimenten principalment de petits invertebrats aquàtics com Daphnia i Cyclops. Totes les espècies d'Hydra manifesten una relació mútua amb diversos tipus d'algues unicel·lulars. L'hidra ofereix a les algues protecció dels depredadors i, a canvi, les algues atorguen productes fotosintètics, que són beneficiosos per a l'alimentació de l'hidra.

## Taxonomia
El gènere Hydra té 40 espècies:
- Hydra baikalensis Swarczewsky, 1923
- Hydra beijingensis Fan, 2003
- Hydra canadensis Rowan, 1930
- Hydra cauliculata Hyman, 1938
- Hydra circumcincta Schulze, 1914
- Hydra daqingensis Fan, 2000
- Hydra ethiopiae Hickson, 1930
- Hydra hadleyi (Forrest, 1959)
- Hydra harbinensis Fan & Shi, 2003
- Hydra hymanae Hadley & Forrest, 1949
- Hydra iheringi Cordero, 1939
- Hydra intaba Ewer, 1948
- Hydra intermedia De Carvalho, 1978
- Hydra japonica Itô, 1947
- Hydra javanica Schulze, 1927
- Hydra liriosoma Campbell, 1987
- Hydra madagascariensis Campbell, 1999
- Hydra magellanica Schulze, 1927
- Hydra mariana Cox & Young, 1973
- Hydra minima Forrest, 1963
- Hydra mohensis Fan & Shi, 1999
- Hydra oligactis Pallas, 1766
- Hydra oregona Griffin & Peters, 1939
- Hydra oxycnida Schulze, 1914
- Hydra paludicola Itô, 1947
- Hydra paranensis Cernosvitov, 1935
- Hydra parva Itô, 1947
- Hydra plagiodesmica Dioni, 1968
- Hydra polymorpha Chen & Wang, 2008
- Hydra robusta (Itô, 1947)
- Hydra rutgersensis Forrest, 1963
- Hydra salmacidis Lang et al., 1997
- Hydra sinensis Wang et al., 2009
- Hydra thomseni Cordero, 1941
- Hydra umfula Ewer, 1948
- Hydra utahensis Hyman, 1931
- Hydra viridissima Pallas, 1766
- Hydra vulgaris Pallas, 1766
- Hydra zeylandica Burt, 1929
- Hydra zhujiangensis Liu & Wang, 2010